# Исландский жестовый язык
Исландский жестовый язык (Icelandic Sign Language; исл. íslenskt táknmál) — жестовый язык, который распространён среди глухих, проживающих в Исландии. Он основан на датском жестовом языке.
До 1910 года глухие исландцы учились в датских школах датскому языку жестов, но с тех пор датский и исландский языки сильно разошлись. Исландский жестовый язык признан официально государством и регулируется национальным комитетом. Также используется дактильная азбука.
Термин Táknmál в исландском языке означает «жестовый язык». Слово происходит от норвежского слова Teiknspråk/Tegnspråk. На шведском аналогичное понятие передаётся словом Teckenspråk, а на датском — Tegnsprog.